# Girls’ Generation
Girls’ Generation (кор. 소녀시대, яп. 少女時代, кит. 少女时代) — южнокорейская гёрл-группа, сформированная в 2007 году компанией SM Entertainment. Коллектив состоит из восьми участниц: Тхэён (она же лидер), Санни, Тиффани, Хёён, Юри, Суён, Юны и Сохён. Джессика покинула группу осенью 2014 года. Благодаря многочисленным достижениям в карьере, на родине группа носит титул «Национальная женская группа».
Дебютировав 5 августа 2007 года с синглом «다시 만난 세계 (Into the New World)», который позднее станет частью их дебютного одноимённого студийного альбома, популярность в Корее особенно возросла в начале 2009 года с выходом хит-сингла «Gee», который стал самой успешной песней в Корее в конце 2000-х, самым успешным синглом корейской гёрл-группы в истории и визитной карточкой коллектива. Успех в Корее был закреплён последующим выпуском синглов «소원을 말해봐 (Genie)», «Oh!» и «Run Devil Run»; второй студийный альбом Oh! сделал Girls’ Generation первой и единственной корейской гёрл-группой, выигравшей Диск Дэсан в номинации «Альбом Года» на Golden Disk Awards.
В 2011 году коллектив дебютирует в Японии и становится первой иностранной гёрл-группой в истории, альбом которой разошёлся тиражом более миллиона копий. В том же году выходит хит-сингл «The Boys»; английская его версия стала дебютным англоязычным синглом группы и использовалась для продвижения в США. В январе 2013 года выходит сингл «I Got a Boy», который стал экспериментальным в плане смены жанра, и позволил окончательно закрепить успех Girls’ Generation во всём мире. Последующие синглы, «Mr.Mr», «Catch Me If You Can», «Party», «Lion Heart» и «You Think» также имели коммерческий успех.
Основными жанрами в творчестве Girls’ Generation признаны бабблгам-поп и электропоп, однако группа выпускала песни в жанрах EDM, хип-хоп, современный R&B и баллады. Кроме того, отмечается сложная и синхронная хореография, демонстрируемая в видеоклипах и во время выступлений. Girls’ Generation были первой корейской группой в истории, видеоклип которой достиг отметки в 100 миллионов просмотров на YouTube. В Японии коллектив стал первой иностранной гёрл-группой, имеющей три альбома № 1, а их три японских тура собрали рекордные 550 тысяч зрителей.

## Карьера

### 2000—08: Формирование и дебют
Ещё до официального дебюта многие участницы Girls’ Generation работали в индустрии в качестве певиц, актрис и моделей.

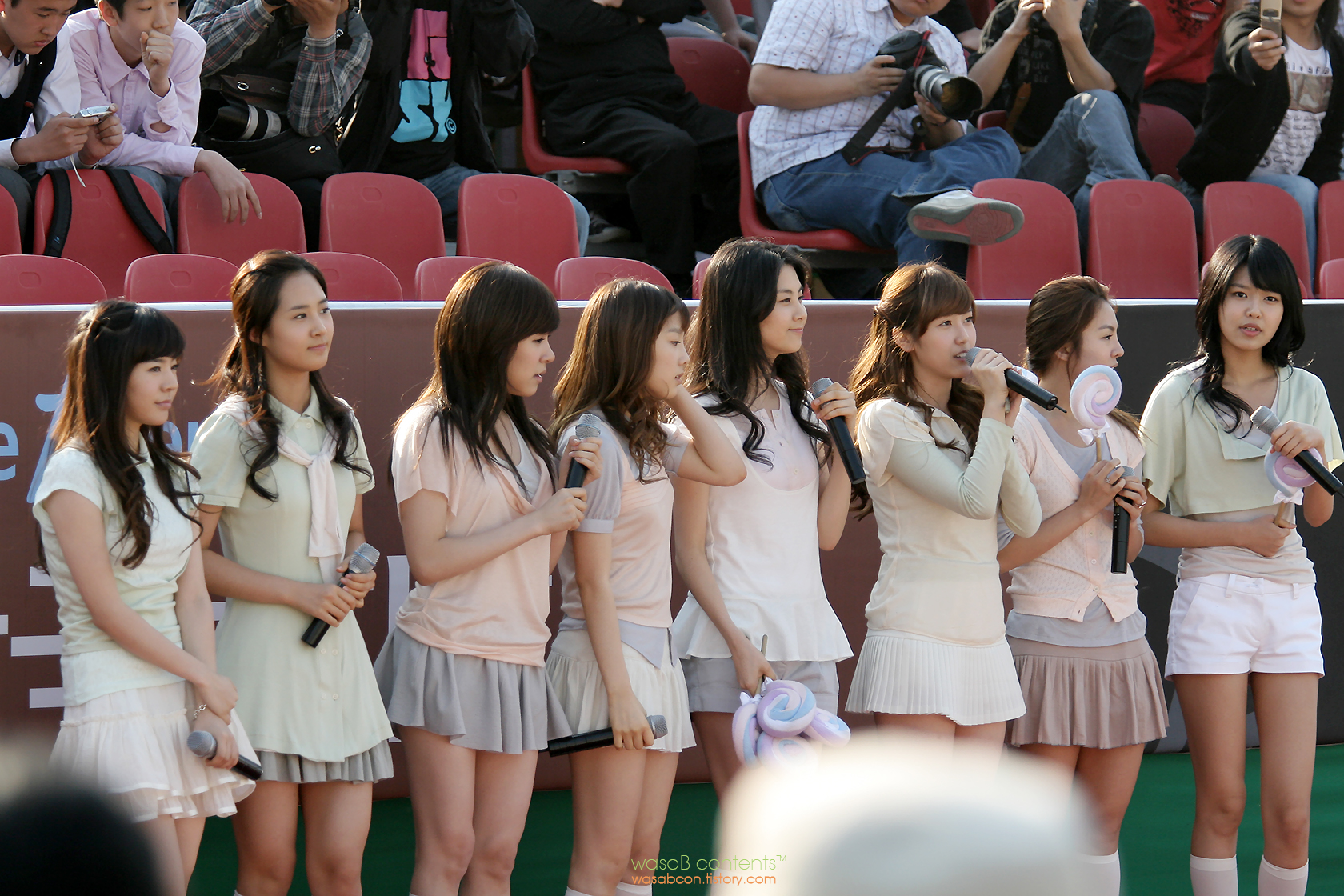
Girls’ Generation на Олимпийском стадионе в 2008 году

Первой участницей будущей группы была Джессика — она присоединилась к агентству в 2000 году; представители SM увидели её вместе с сестрой Кристал во время отпуска в Корее, и предложили стать трейни. В том же году в открытом прослушивании участвовали Суён и Хёён: Суён присоединилась к агентству в 2002 году после распада корейско-японского дуэта Route θ, а Хёён прошла прослушивание благодаря танцевальным навыкам. В 2001 году Юри проходит открытое танцевальное прослушивание. Юна прошла открытое прослушивание в 2002 году, где станцевала под песни БоА и Бритни Спирс (в 2006 году она снялась в клипе «U» Super Junior). Сохён, самая младшая участница, прошла прослушивание в 2003 году, спев детскую песню; представитель SM заметил её в метро. Тхэён и Тиффани присоединились к агентству в 2004 году после успешного прохождения прослушиваний в Сеуле и Лос-Анджелесе соответственно. Последней участницей, присоединившейся к финальному составу группы, стала Санни. Она была трейни SM с 1998 по 2003 год, и ушла из агентства, чтобы дебютировать в дуэте Sugar, однако этого так и не случилось. Благодаря рекомендации японской певицы Ли Аюми, Санни вернулась в SM и стала последней, девятой участницей Girls’ Generation незадолго до дебюта.
В июле 2007 года Girls’ Generation приняли участие в телешоу «Школа рока» (англ. School of Rock), где впервые выступили с дебютным синглом «다시 만난 세계 (Into the New World)». 5 августа коллектив впервые выступил на музыкальном шоу Inkigayo с этой же песней. 1 ноября был выпущен дебютный студийный альбом Girls’ Generation, и в тот же день состоялся релиз одноимённого сингла-ремейка, оригинал которого исполнил Ли Сон Чоль в 1989 году. За полтора месяца пластинка разошлась тиражом более 56 тысяч копий, и стала 12 самым продаваемым альбомом в Корее за 2007 год. Последним, третьим синглом в поддержку альбома, стала композиция «Kissing You», выпущенная 13 января 2008 года. Переиздание дебютного альбома под названием Baby Baby с одноимённым синглом было выпущено 11 марта 2008 года.

### 2009—10: Прорыв в карьере
Несмотря на то, что дебют Girls’ Generation был тепло воспринят критиками и публикой, рост популярности начался лишь в 2009 году. 7 января был выпущен дебютный мини-альбом Gee, одноимённый сингл в поддержку которого стал прорывом не только для группы, но также поставил ряд рекордов для корейских гёрл-групп: песня на протяжении 9 недель была № 1 на Music Bank, что является лучшим результатом среди гёрл-групп и вторым среди всех артистов в целом, сингл стал самой успешной песней 2009 года и конца 2000-х в Корее, благодаря чему приобрёл статус культового, а также стал самой узнаваемой песней в дискографии Girls’ Generation и их визитной карточкой. 29 июня был выпущен второй мини-альбом Genie (кор. 소원을 말해봐), одноимённый сингл которого также имел успех в Корее и стал одним из самых популярных в году. Для альбома был использован концепт девушек в форме моряков, который позднее приобрёл статус легендарного среди гёрл-групп, так как до Girls’ Generation данную тематику никто не использовал. В ноябре того же года SM анонсировал первый азиатский тур группы; концерты состоялись в Сеуле, Шанхае и Тайбэе. Благодаря коммерческому успеху Girls’ Generation также приобрели статус одной из самых популярных и влиятельных гёрл-групп в Корее.

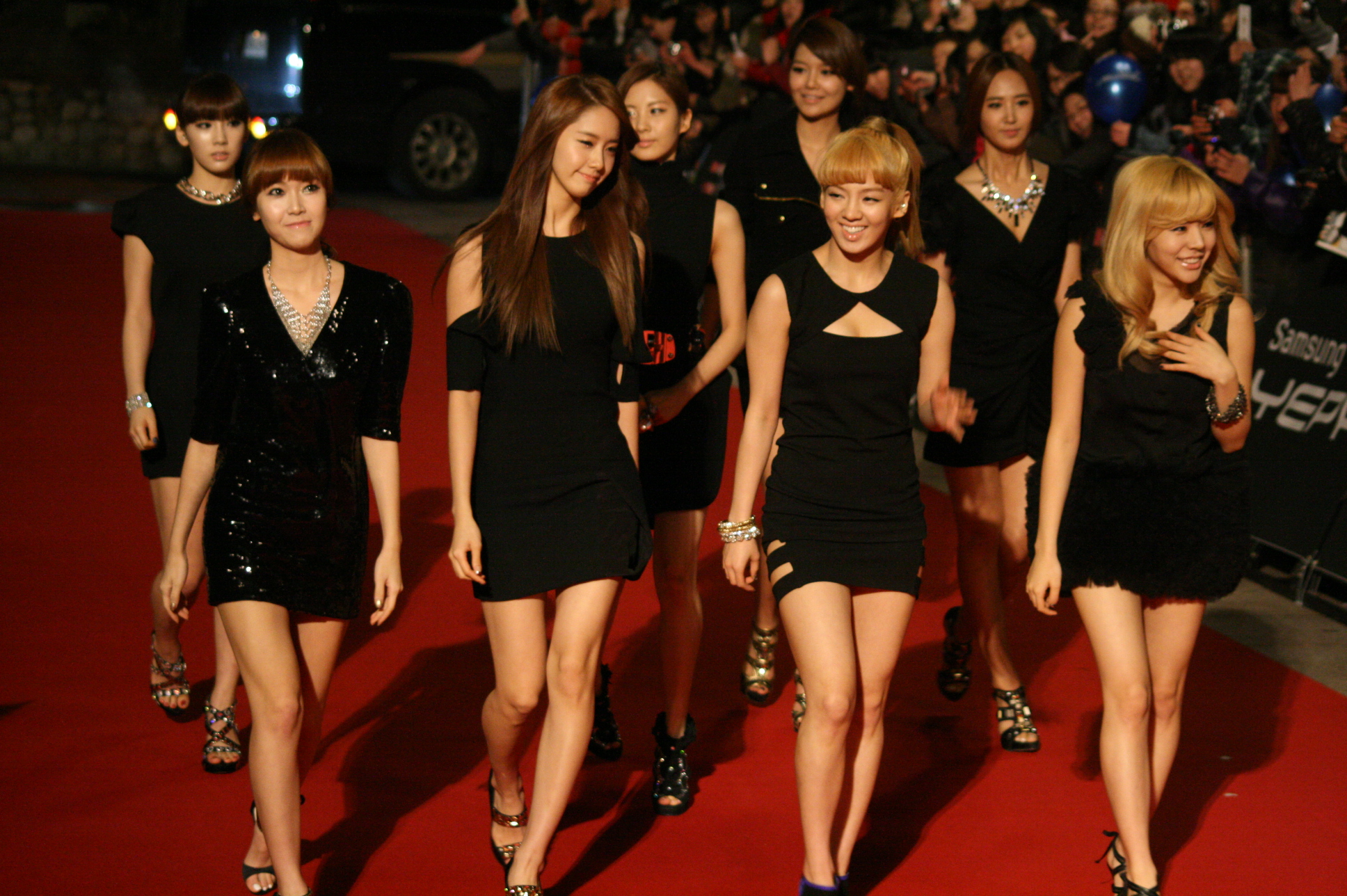
Girls’ Generation на Golden Disk Awards, 2010 год

28 января 2010 года был выпущен второй студийный альбом Oh!, который также имел коммерческий успех; одноимённый сингл стал второй самой скачиваемой песней в стране за 2010 год. 17 марта было выпущено переиздание Run Devil Run, концепция которого значительно отличалась от оригинального альбома и от всей дискографии коллектива, имея более тёмную тематику, благодаря чему получила название «Тёмные Girls’ Generation» (англ. Black SoShi). Одноимённый сингл вновь имел коммерческий успех, достигнув вершины цифрового чарта Кореи.
В середине 2010 года Girls’ Generation подписывают контракт с EMI Japan, и готовятся к японскому дебюту. 25 августа состоялся дебютный шоукейс в Токио, а 8 сентября была выпущена японская версия «Genie» в качестве дебютного японского сингла. Песня получила платиновую сертификацию от RIAJ. Позднее была выпущена японская версия «Gee», которая стала первой песней иностранной гёрл-группы с 1980 года, дебютировавшая в топ-3 синглового японского чарта. Несмотря на продвижение в Японии, Girls’ Generation также приняли участие в концерте SMTOWN с другими артистами SM, который состоялся 21 августа на Олимпийском стадионе.
27 октября был выпущен третий корейский мини-альбом Hoot. Одноимённый сингл дебютировал с вершины цифрового чарта.

### 2011—12: Успех в Японии иThe Boys
27 апреля 2011 года был выпущен третий японский сингл «Mr. Taxi/Run Devil Run», который в апреле 2017 года официально получил статус «миллионника» от RIAJ. 1 июня был выпущен дебютный японский студийный альбом Girls’ Generation, а днём ранее, 31 мая, стартовал первый японский концертный тур в Осаке. Релиз имел коммерческий успех, и за первый месяц продажи перешагнули отметку в 500 тысяч копий; с переизданием, выпущенным в декабре, продажи достигли 1 миллиона, что стало абсолютным рекордом среди корейских гёрл-групп. Ввиду масштабного успеха в Японии, Girls’ Generation были признаны одной из ведущих корейских гёрл-групп страны наравне с Kara.

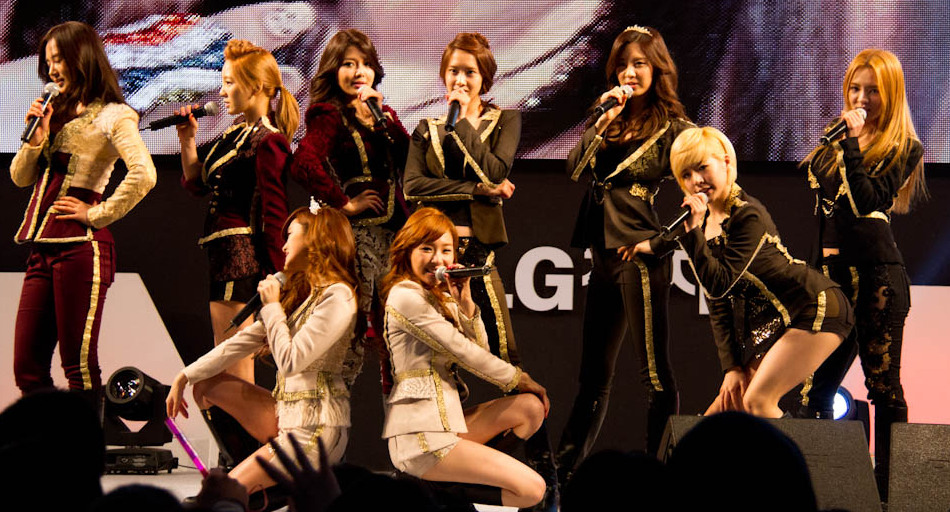
Girls’ Generation на LG Cinema 3D World Festival, 2012 год

Третий корейский студийный альбом The Boys был выпущен 19 октября. В США дистрибьютором выступил лейбл Interscope Records, и англоязычная версия одноимённого сингла использовалась для продвижения на различных американских телешоу в начале 2012 года. В Корее релиз имел коммерческий успех: альбом разошёлся тиражом более 460 тысяч копий (что на тот момент стало рекордом среди гёрл-групп), а сингл был скачан более 3 миллионов раз. В США альбом встретил умеренный коммерческий успех, и дебютировал на 17 месте в чарте Top Heatseekers.
В 2012 году коллектив продолжил японскую деятельность. Так, 27 июня был выпущен четвёртый японский сингл «Paparazzi», который дебютировал на 2 месте синглового чарта и получил золотую сертификацию от RIAJ; продажи за первый месяц составили 103 тысячи копий. 14 сентября была выпущена японская версия «Oh!», которая стала первым синглом № 1 в Японии для группы, и также получила золотую сертификацию. 28 ноября был выпущен второй японский студийный альбом Girls & Peace, продажи за первую неделю составили более 116 тысяч копий; по итогам года альбом расположился на 41 месте в списке самых продаваемых на территории Японии. В поддержку альбома также был выпущен шестой японский сингл «Flower Power».

### 2013—14:I Got a Boy, мировое признание и уход Джессики
21 декабря 2012 года был выпущен сингл «Dancing Queen» в поддержку предстоящего корейского студийного альбома. Песня была записана в 2008 году и предназначалась для второго мини-альбома коллектива, однако концепцию изменили и релиз долгое время не выпускали; сингл является ремейком песни Даффи «Mercy». 1 января 2013 года был выпущен четвёртый корейский студийный альбом I Got a Boy, и в тот же день состоялась трансляция специального шоу «Романтическая фантазия Girls’ Generation» (англ. Girls’ Generation Romantic Fantasy). Альбом дебютировал на вершине корейских чартов, а одноимённый сингл, являющийся самым экспериментальным в дискографии группы и сочетающий в себе сразу несколько различных жанров, стал хитом не только в Корее, но и позволил коллективу получить международное признание. По итогам года сингл скачали более 1,3 миллиона раз. На первой церемонии YouTube Music Awards, прошедшей в ноябре, видеоклип «I Got a Boy» одержал победу в номинации «Видео Года», что привлекло внимание со стороны СМИ и общественности, так как популярность Girls’ Generation на тот момент была значительно ниже, чем у других номинантов.
9 февраля стартовал второй японский тур Girls & Peace: 2nd Japan Tour; DVD было выпущено в сентябре и дебютировало с вершины японского DVD-чарта. Первый мировой тур, Girls' Generation World Tour Girls & Peace, состоялся с июня 2013 года по февраль 2014 года; концерты прошли в 7 азиатских странах. 20 марта был выпущен японский сборник ремиксов Best Selection Non Stop Mix, а 11 апреля состоялся релиз второго лайв-альбома 2011 Girls' Generation Tour. Третий японский студийный альбом Love & Peace был выпущен 10 декабря, став № 1 в японском альбомном чарте; в его поддержку были выпущены синглы «Love & Girls» и «Galaxy Supernova».

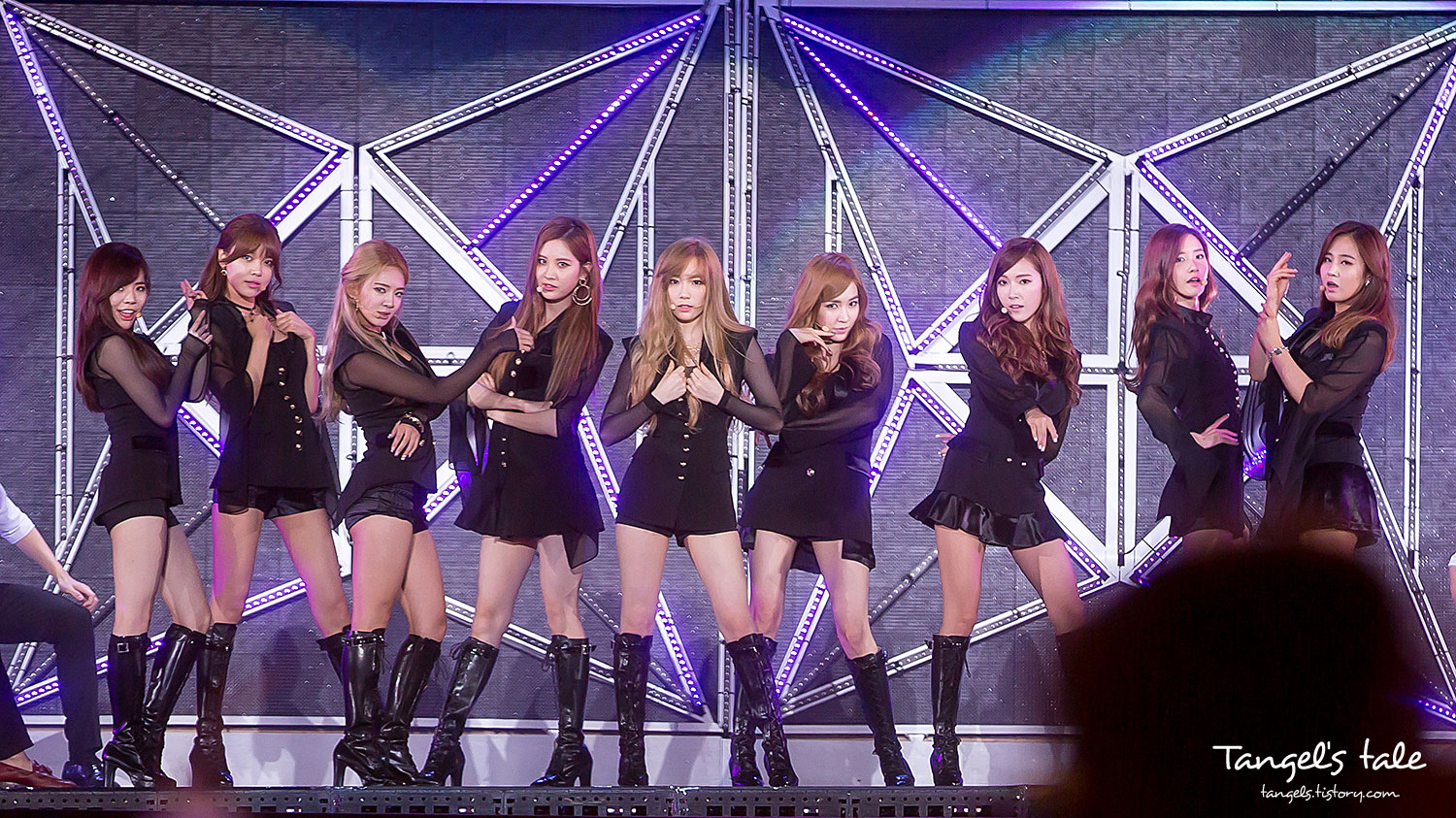
Girls’ Generation на концерте SMTOWN в Сеуле, 2014 год

Четвёртый корейский мини-альбом Mr.Mr был выпущен 24 февраля 2014 года, и дебютировал с вершины альбомного чарта, а также стал 5 самым продаваемым альбомом в Корее за год с продажами более 163 тысяч копий. В США альбом дебютировал на 110 месте в Billboard 200 с продажами в 3 тысячи копий. Одноимённый сингл также снискал успех, и за год его скачали более 900 тысяч раз. 23 июля был выпущен первый японский сборник хитов The Best, который содержал в себе все японские песни коллектива, начиная с момента их японского дебюта; на протяжении 2 недель пластинка удерживала лидерство в альбомном чарте, и к концу года было продано свыше 175 тысяч копий. Таким образом, Girls’ Generation первой иностранной гёрл-группой, имеющей 3 альбома № 1 на территории Японии. В том же месяце был завершён третий японский концертный тур Love & Peace, и коллектив установил рекорд среди гёрл-групп по посещаемости концертов — за три японских концертных тура они собрали рекордные 550 тысяч зрителей.
30 сентября в своём личном аккаунте на Weibo Джессика объявила, что её исключили из группы. SM выпустили ответное заявление, подтверждая информацию об уходе Джессики и дальнейшем продвижении коллектива в составе 8 человек. Причиной внезапного исключения Джессики стал конфликт в расписании деятельности её личного модного бренда, запущенного в августе, и деятельности Girls’ Generation. 30 сентября, в день объявления об уходе Джессики, у группы состоялся фанмитинг в Шэньчжэне, и участницы не были подготовлены к выступлению ввосьмером: фанаты самостоятельно пели все партии Джессики, а места в хореографии остались пустыми. Тхэён также принесла извинения всем фанатам: «С самого начала всё, чего мы хотели — защищать Girls’ Generation. Нам жаль. Пожалуйста, поверьте нам ещё один раз». 9 декабря состоялся первый концерт Girls’ Generation в Токио Доум, который, по слухам, должен был стать последним концертом для Джессики в составе группы, а сингл «Catch Me If You Can» должен был выйти незадолго до шоу, как последний сингл в составе 9 участниц.

### 2015—17:Lion HeartиHoliday Night
Girls’ Generation вернулись на сцену в составе 8 участниц весной 2015 года, выпустив цифровой сингл «Catch Me If You Can»: корейская версия была выпущена 10 апреля, японская — 22 апреля; сингл также стал очередным японским камбэком группы. В Корее песня дебютировала в топ-20, в Японии попала в топ-10.

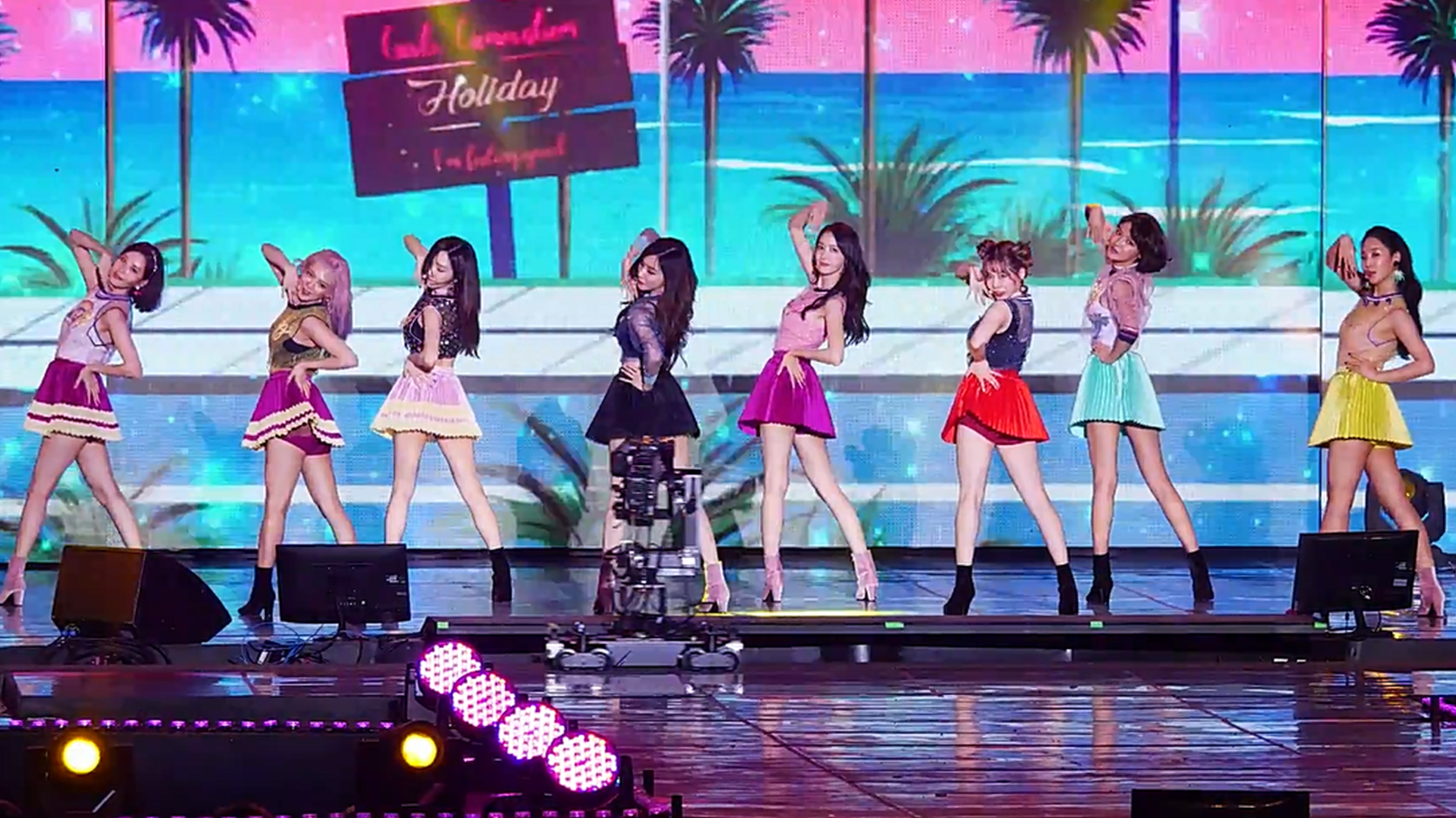
Girls’ Generation на DMZ Peace Concert, август 2017 года

Пятый корейский студийный альбом Lion Heart был выпущен 19 августа. Он достиг вершины альбомного чарта Кореи и 11 места в Японии. По итогам года было продано свыше 145 тысяч копий, и пластинка стала самой продаваемой среди гёрл-групп в Корее. В поддержку альбома было выпущено три сингла: «Party», «Lion Heart» и «You Think». «Party» был выпущен 7 июля и достиг вершины синглового чарта, а также позволил группе впервые дебютировать в чарте Social 50. Синглы «Lion Heart» и «You Think» были выпущены 18 и 19 августа соответственно; первый достиг топ-5 синглового чарта, второй дебютировал на 30 месте. Также было запущено реалити-шоу «Канал Girls’ Generation» (англ. Channel Girls' Generation), где участницы рассказали о подготовке к камбэку и показали свою повседневную жизнь. 21 ноября стартовал четвёртый концертный тур Girls' Generation’s Phantasia, что стало рекордным числом среди корейских гёрл-групп. Одновременно была анонсирована японская часть гастролей. 5 августа 2016 года, в честь девятилетней годовщины, был выпущен цифровой сингл «그 여름 (Sailing (0805))», текст которого написала Суён.
4 июля 2017 года, спустя почти 2 года с момента выпуска последнего альбома, SM объявили, что Girls’ Generation вернутся на сцену в августе, чтобы отпраздновать 10-летие со дня дебюта. Шестой студийный корейский альбом Holiday Night был выпущен 4 августа в цифровом формате, продажи на физических носителях стартовали 7 августа. 5 августа группа провела фанмитинг в Сеуле. Альбом дебютировал на вершине мирового альбомного чарта и достиг 2 места в альбомном чарте Кореи. За первую неделю было продано свыше 90 тысяч копий, что стало лучшим результатом в карьере Girls’ Generation. Промоушен продлился всего неделю, а ранее записанное выступление группы для MBC, показанное по телевидению 15 августа, было вырезано из эфира по просьбе SM. 9 октября стало известно, что Тиффани, Суён и Сохён отказались продлевать контракты с SM и покидают агентство, однако группа распущена не будет.

### 2022 — н. в.: 15-я годовщина иForever 1
Girls' Generation воссоединились в сентябре 2021 года, появившись в варьете You Quiz on the Block, что стало их первым групповым выступлением за четыре года.
17 мая 2022 года SM объявили, что Girls’ Generation вернутся на сцену, как полноценная группа, в августе, чтобы отпраздновать 15-летие коллектива. 5 июля состоялась премьера первого эпизода реалити-шоу «СоШи Там Там» (кор. 소시탐탐). 5 августа седьмой корейский студийный альбом Forever 1 был выпущен в цифровом формате, релиз на физических носителях состоится 8 августа. 20 августа Girls' Generation выступят на концерте SM Town Live 2022: SMCU Express @ Human City Suwon на стадионе Suwon World Cup Stadium.

## Участницы

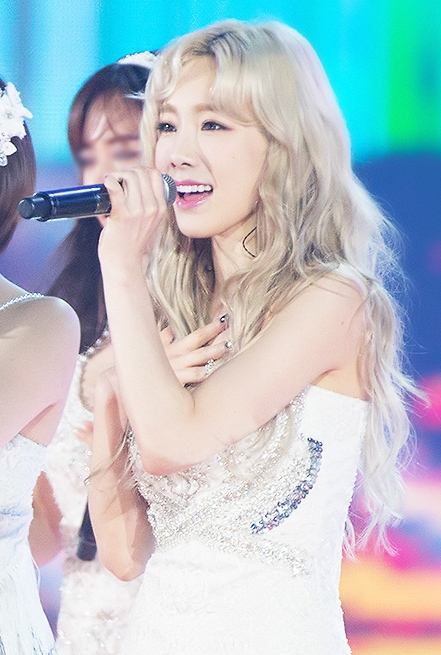
Тхэён
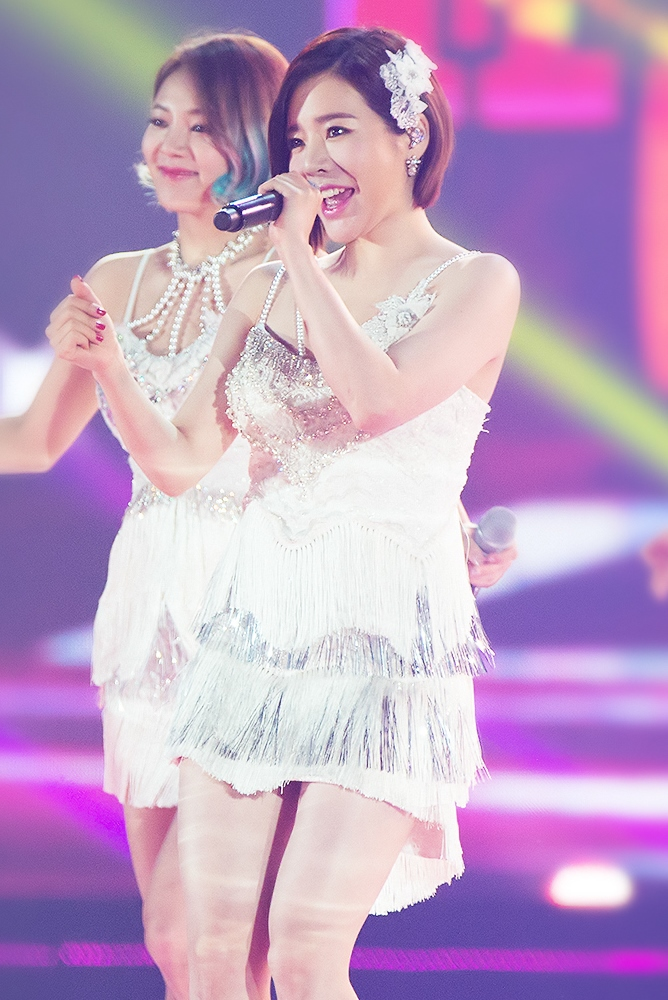
Санни
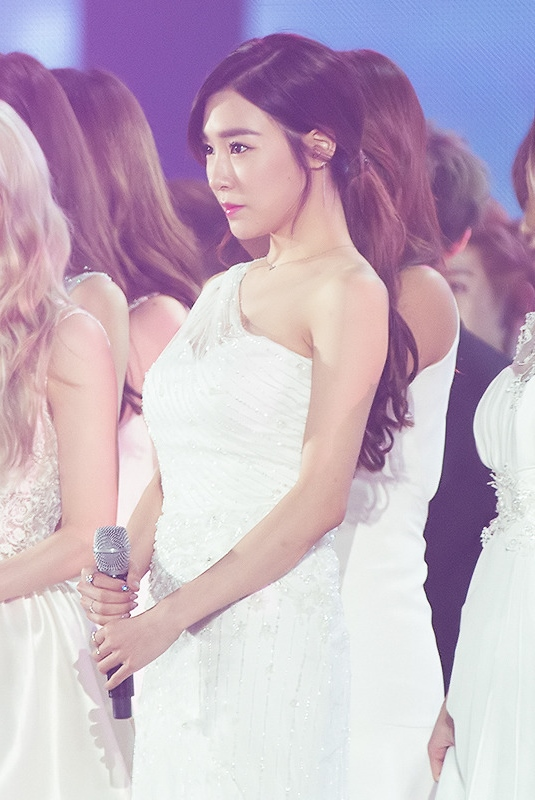
Тиффани
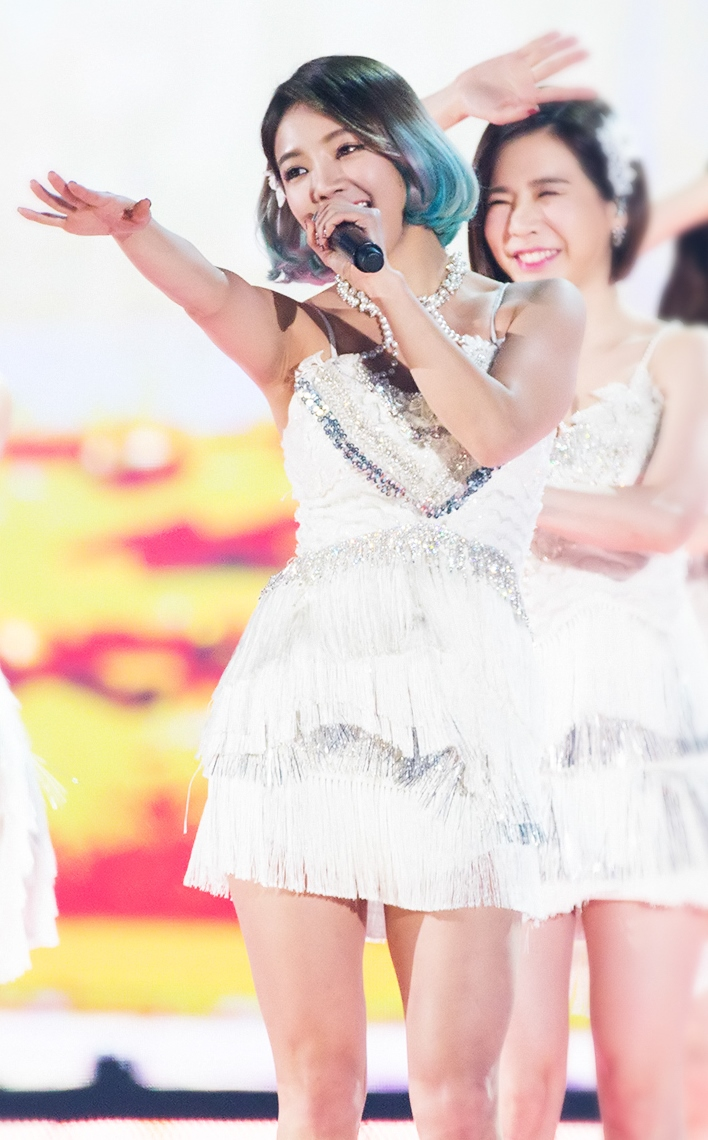
Хёён

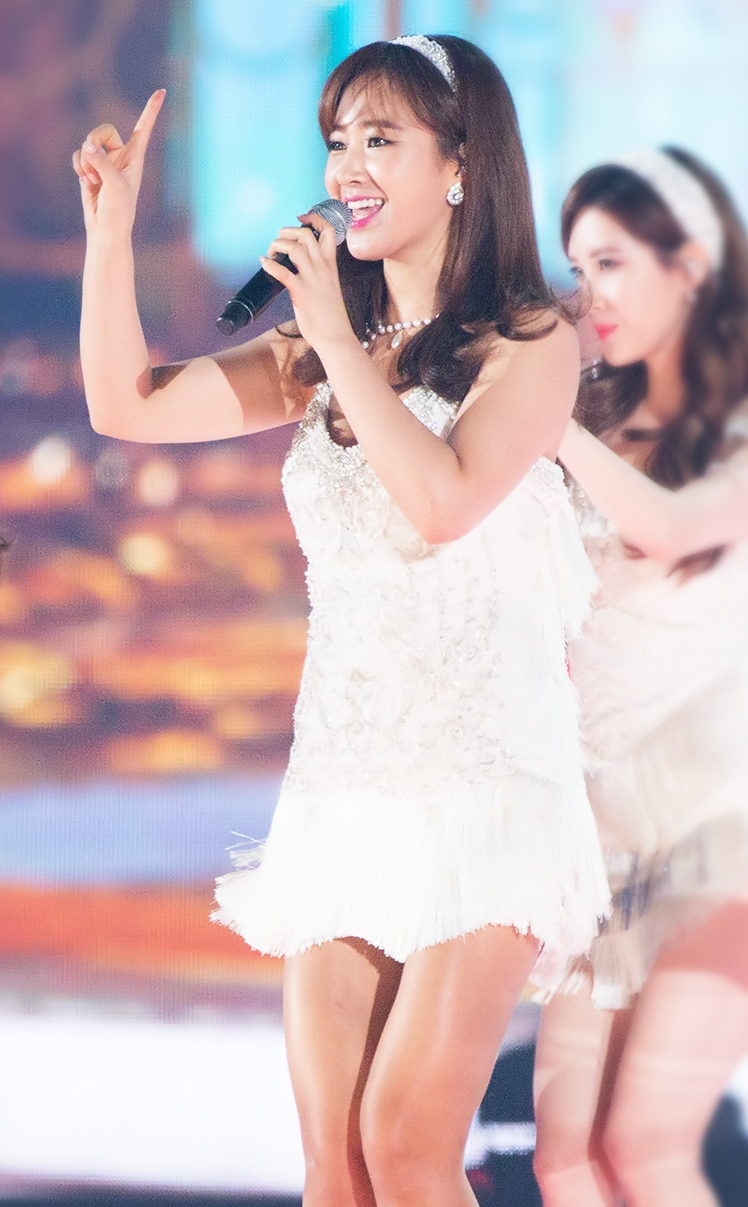
Юри
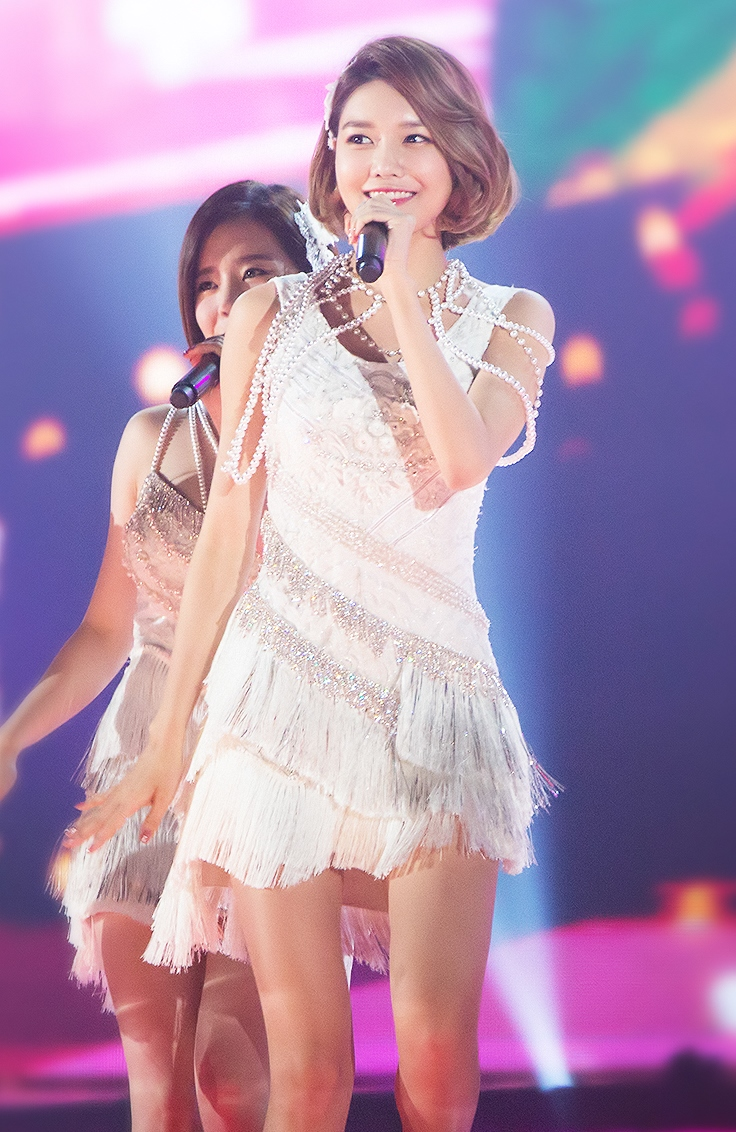
Суён
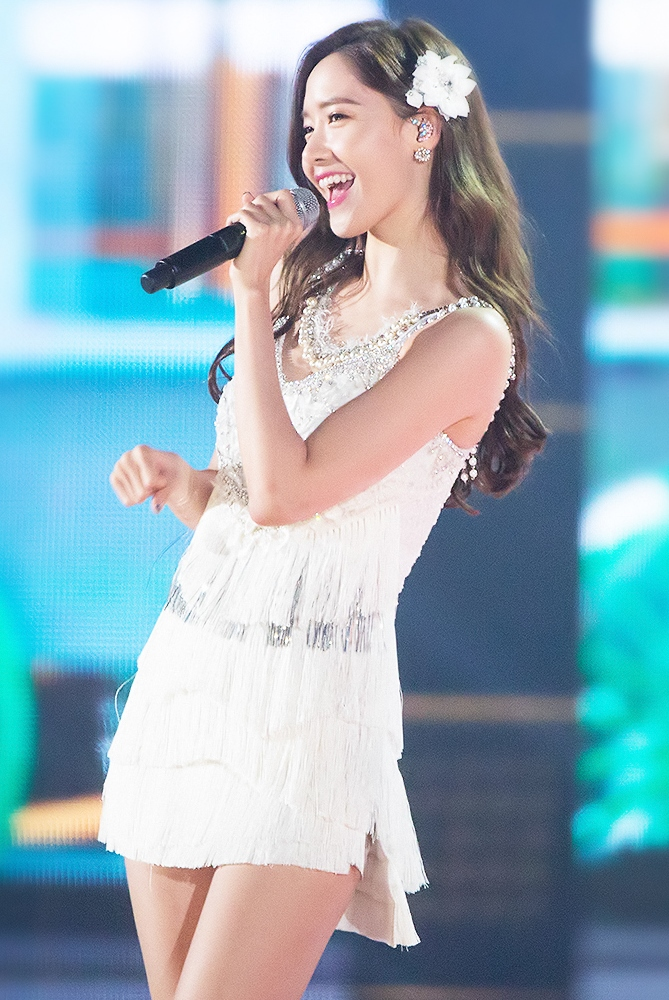
Юна
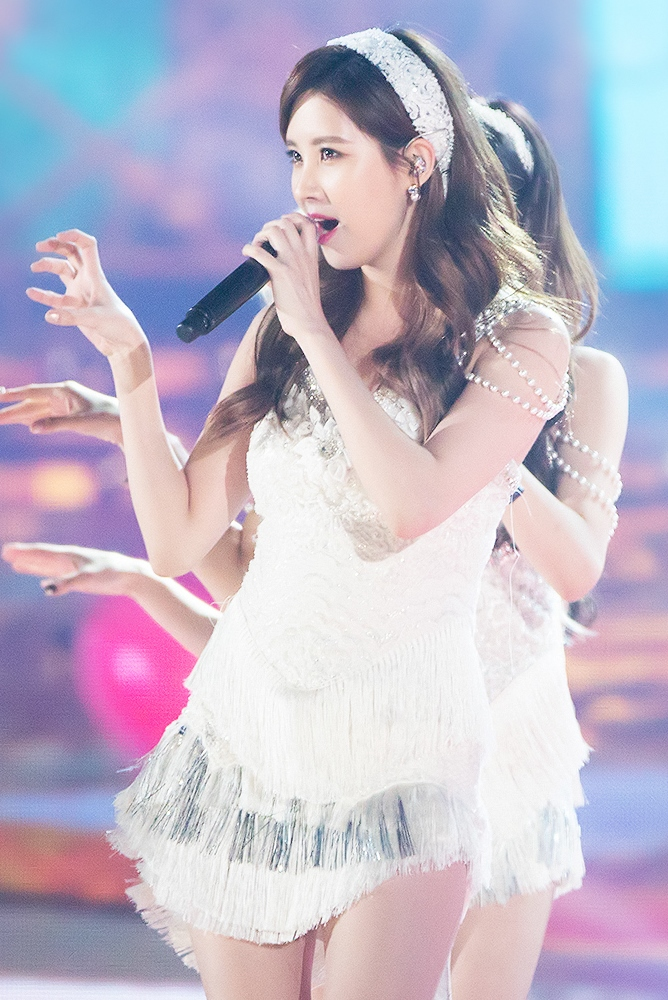
Сохён

| Псевдоним | Псевдоним | Настоящее имя | Настоящее имя | Дата рождения | Позиция в группе                                         |
| Русский   | Хангыль   | Русский       | Хангыль       | Дата рождения | Позиция в группе                                         |
| --------- | --------- | ------------- | ------------- | ------------- | -------------------------------------------------------- |
| Тхэён     | 태연      | Ким Тхэ Ён    | 김태연        | 09.03.1989    | Лидер, главная вокалистка, лицо группы                   |
| Санни     | 써니      | Ли Сун Гю     | 이순규        | 15.05.1989    | Ведущая вокалистка                                       |
| Тиффани   | 티파니    | Хван Ми Ён    | 황미영        | 01.08.1989    | Ведущая вокалистка                                       |
| Хёён      | 효연      | Ким Хё Ён     | 김효연        | 22.09.1989    | Главный танцор, главный рэпер, саб-вокалистка            |
| Юри       | 유리      | Квон Ю Ри     | 권유리        | 05.12.1989    | Главный танцор, вокалистка                               |
| Суён      | 수영      | Чхве Су Ён    | 최수영        | 10.02.1990    | Ведущий танцор, ведущий рэпер, саб-вокалистка            |
| Юна       | 윤아      | Им Ю На       | 임윤아        | 30.05.1990    | Ведущий танцор, ведущий рэпер, вокалистка, вижуал, центр |
| Сохён     | 서현      | Со Чжу Хён    | 서주현        | 28.06.1991    | Ведущая вокалистка, маннэ                                |

### Бывшие участницы
| Псевдоним | Псевдоним | Настоящее имя | Настоящее имя | Дата рождения | Позиция в группе   |
| Русский   | Хангыль   | Русский       | Хангыль       | Дата рождения | Позиция в группе   |
| --------- | --------- | ------------- | ------------- | ------------- | ------------------ |
| Джессика  | 제시카    | Чон Су Ён     | 정수연        | 18.04.1989    | Главная вокалистка |

## Подгруппы и сольные релизы

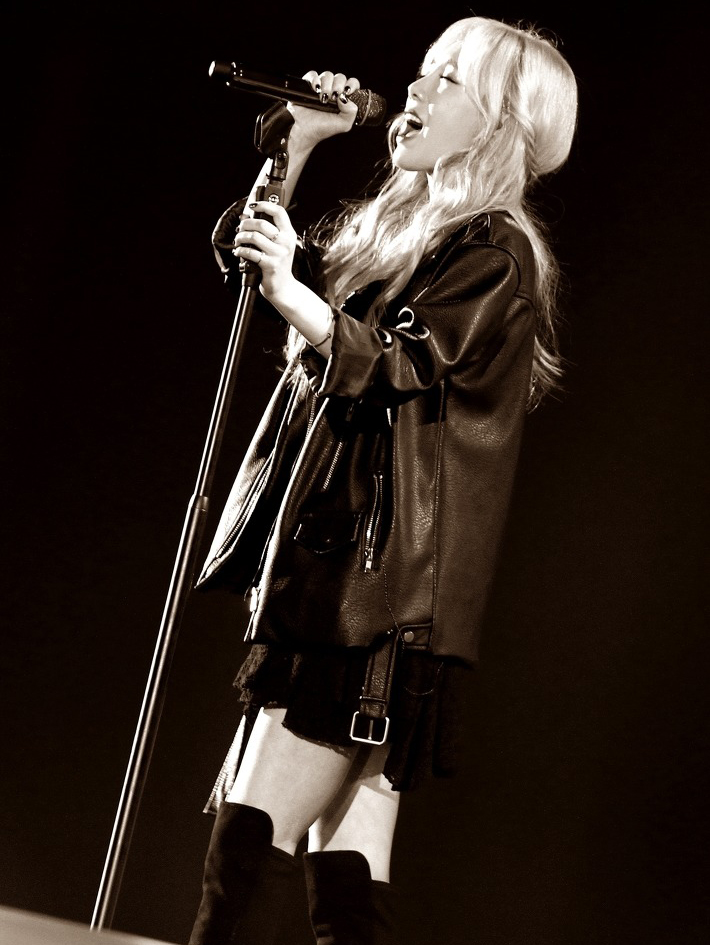
Тхэён — первая участница Girls’ Generation, получившая сольный дебют осенью 2015 года

Первая подгруппа, Girls’ Generation — TTS, дебютировала в конце апреля 2012 года, в её состав вошли три участницы: Тхэён, Тиффани и Сохён. С момента дебюта юнит выпустил три мини-альбома: Twinkle (2012), Holler (2014) и Dear Santa (2015). Вторая подгруппа, Girls’ Generation — Oh!GG, дебютировала в сентябре 2018 года с сингл-альбомом Lil’ Touch; в юнит вошли 5 участниц: Тхэён, Санни, Хёён, Юри и Юна.
Тхэён была первой участницей, дебютировавшей сольно в октябре 2015 года, и с тех пор выпустила три студийных альбома (My Voice, Purpose и INVU) и четыре мини-альбома (Why, This Christmas - Winter Is Coming, Something New и Voice). Следующей участницей, выпустившей сольный альбом в мае 2016 года, стала Тиффани; после ухода из SM она также выпустила дебютный англоязычный мини-альбом. В январе 2017 года Сохён дебютировала с мини-альбомом Don’t Say No. Осенью 2018 года Юри выпустила дебютный мини-альбом The First Scene, а в мае 2019 в качестве сольной исполнительницы дебютировала Юна, выпустив мини-альбом A Walk to Remember. С 2016 года Хёён выпускает цифровые синглы, а в 2022 году выпустила первый мини-альбом Deep. В декабре 2018 года Суён также выпустила цифровой сингл «겨울숨 (Winter Breath)».
В период с 2017 по 2022 года участницы Girls’ Generation занимались сольным продвижением, выпуская музыку, создавая индивидуальные каналы на YouTube, а также снимаясь в дорамах. К 2020 году разнообразность проектов каждой участницы была названа идеальной для гёрл-группы со стажем более 10 лет. Кроме того, Girls’ Generation поддерживают друг друга, несмотря на деятельность вне группы.

## Артистизм

### Музыкальный стиль
Основными жанрами Girls’ Generation являются бабблгам-поп и электропоп. Ранние синглы группы, такие как «Gee», «소원을 말해봐 (Genie)» и «Oh!» описываются как «милый» бабблгам-поп; в «Gee» также отмечаются элементы техно и хип-хопа. С момента дебюта звучание коллектива изменилось, и, как отмечают музыкальные критики, стало более экспериментальным.
Сингл «The Boys» (2011) стал более зрелым в плане звучания и концепции, он содержал в себе хип-хоп, который группа до того момента времени ни разу не выпускала. «Dancing Queen» (2012) содержит элементы фанка, что также отличается от творчества коллектива. «I Got a Boy» (2013) является смесью бабблгам-попа, электропопа, драм-н-бейса, поп-рэпа, EDM и дабстепа.
Мини-альбом Mr.Mr. (2014) вдохновлён современным R&B, однако есть композиции традиционного кей-попа и европопа конца 1980-х. Пятый корейский студийный альбом Lion Heart (2015) вернул Girls’ Generation к традиционному звучанию; сингл «You Think», тем не менее, имел звучание хип-хопа. Синглы «Holiday» и «All Night» с альбома Holiday Night (2017) также записаны в жанре бабблгам-поп, однако «All Night» содержит элементы ню-диско и электронной музыки.

### Тексты песен
Несмотря на то, что большая часть дискографии Girls’ Generation написана композиторами SM, участницы также принимали участие в написании песен. Юри написала текст песни «Mistake» с мини-альбома Hoot (2010); Суён написала текст «How Great Is Your Love» с альбома The Boys (2011); Суён, Юри и Сохён принимали участие в написании песен «Baby Maybe» и «XYZ» с альбома I Got a Boy (2013); Сохён написала текст «Sweet Talk» с альбома Holiday Night (2017); Юри написала текст «It’s You» с того же альбома; Сохён была одним из авторов сингла «Holiday».
По мнению музыкальных критиков, лирика в песнях Girls’ Generation относится к темам танцевальных вечеринок и девичников. Западные СМИ, в свою очередь, критиковали песни группы за то, что они не изображают расширение прав и возможностей женщин, а выражают противоположное. Так, Сиджей Ли из феминистического журнала Fem критиковала темы корейских гёрл-групп на примерах Wonder Girls и Girls’ Generation и назвала их «сексистскими»: «Они инфантилизируют себя, чтобы получить мужчин, изображая детскую невинность. Это лишь подтверждает, что женщины — слабые существа, которые служат для удовлетворения мужчин, и что мужчины должны быть достаточно мужественными, чтобы защитить их». Стефан Эпштайн из Университета Виктории в Виллингтоне и Джеймс Тёрнбулл из Университета Донгсо выразили обеспокоенность тем, что тексты песен могут вызвать вопросы о вдохновляющей лихорадке гёрл-групп, в особенности в текстах «Gee» и «Oh!». В статье для The Harvard Crimson Ким Суён писал, что «изображение гёрл-групп в кей-поп стало проблематичным», и в качестве примера привёл тексты «Gee» и «I Got a Boy»: в первой он отметил постоянно повторяющиеся фразы для привлечения партнёра, во второй же сделал заключение, что «женские кей-поп-певицы крутятся вокруг мужчин ради внимания». Песни «Run Devil Run», «훗 (Hoot)» и «Bad Girl» отмечались за отражение образов более зрелых и уверенных в себе девушек. Сингл «The Boys» получил похвалу за феминистический текст.
Синглы «Holiday» и «All Night» с альбома Holiday Night (2017) также получили смешанные отзывы критиков. Так, портал SeoulBeats отметил, что текст и звучание «Holiday» возвращают к дебютным временам группы, однако лирика абсолютно пустая, как и видеоряд, в то время как «All Night» звучит более зрело, и текст песни, пусть и о влюблённости, всё равно имеет очень большой посыл и смысл для группы.

### Имидж

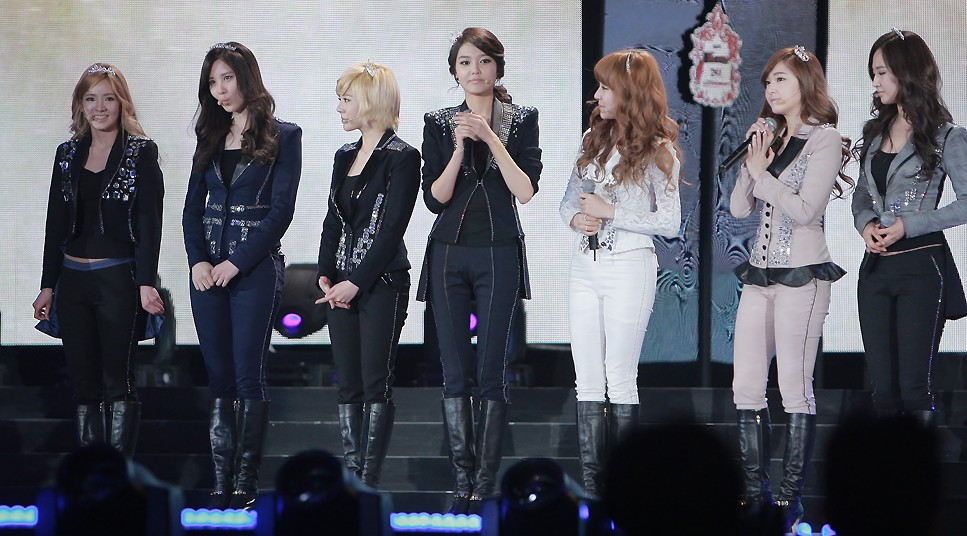
Начиная с эры «The Boys» (на фото) участницы самостоятельно выбирали себе одежду для всех выступлений

Girls’ Generation известны за стиль и постоянно меняющуюся концепцию каждого их камбэка. Так, во времена дебюта с «다시 만난 세계 (Into the New World)» они представились как ученицы старшей школы. В начале 2009 года группа сделала трендом узкие яркие джинсы в эру «Gee», а концепт «소원을 말해봐 (Genie)» в морской тематике позднее был признан лучшим среди гёрл-групп. В 2010 году группа использовала концепт чирлидерш для «Oh!» и более тёмные образы для «Run Devil Run», а также вдохновилась Джеймсом Бондом для «훗 (Hoot)». В 2011 году участницы начинают самостоятельно выбирать одежду для выступлений, отражая индивидуальность каждой. Для эры «I Got a Boy» Girls’ Generation выступали в кроссовках ввиду особенностей хореографии, а не на каблуках. Образы для синглов «Catch Me If You Can» (2015) и «You Think» (2015) были названы более сильными и сексуальными.

## Наследие
```
«Мы всегда говорили об этом друг с другом в начале. Популярность, подобно сезонам года, приходит и уходит. Если это весна для одной из нас, то не будем зазнаваться. Важна не индивидуальная популярность, а долговечность нашей команды. Когда у каждой из нас дела идут хорошо, то у Girls’ Generation всё хорошо»
```

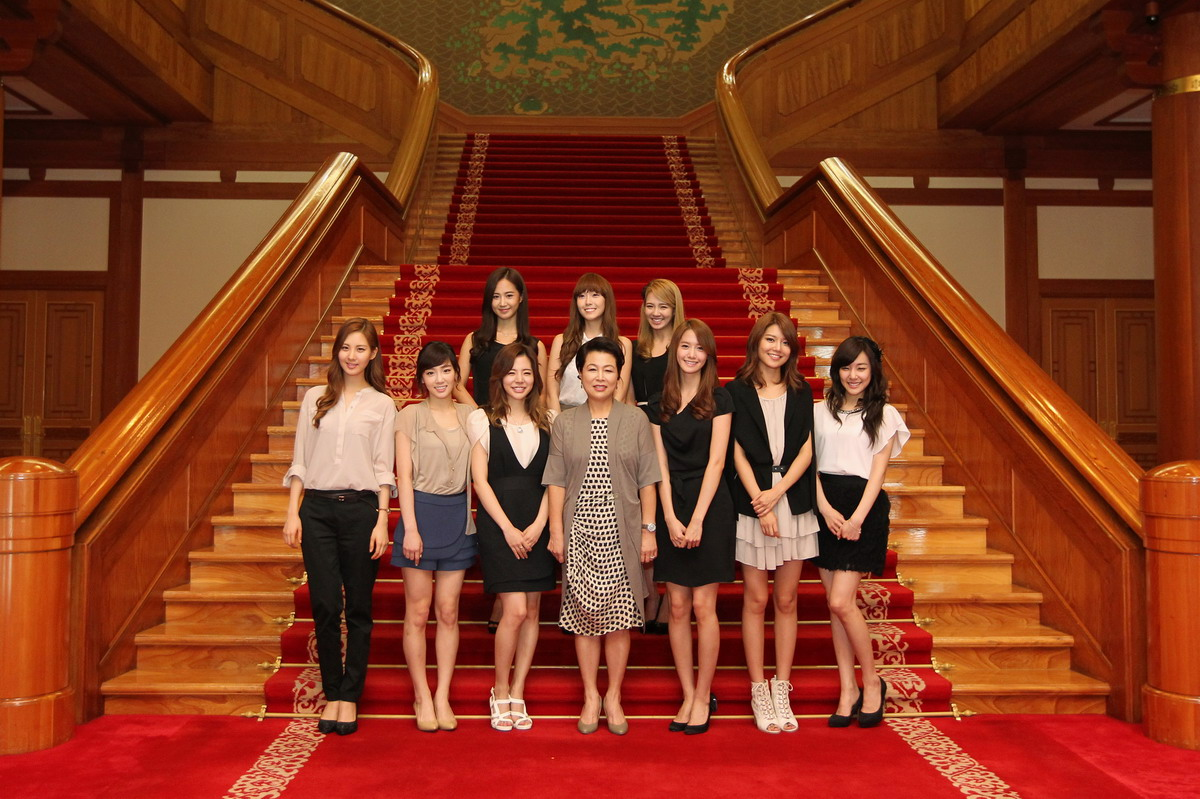
Girls’ Generation и Первая леди Республики Корея Ким Юн Ок, 2011 год

Girls’ Generation признаются важной фигурой в корейской культуре и одними из самых известных представителей волны Халлю. В Корее их связывают с началом популяризации гёрл-групп, так как они дебютировали в то время, когда на музыкальном рынке доминировали бойбенды. CNN назвал коллектив «корейским феноменом» и «азиатской версией Spice Girls», а канадский журналист Тайлер Брюле поместил их в десятку самых выделяющихся особенностей Кореи в 2011 году. Японский журнал Nikkei Business предположил, что международный успех Girls’ Generation может быть музыкальным эквивалентом глобального успеха Samsung.
Благодаря колоссальному успеху в Корее, группа получила звания «Национальные певицы» и «Национальная женская группа». Они вдохновили многие гёрл-группы нового поколения, включая GFriend, Melody Day, A Pink, Rocket Punch, Itzy, IZ*ONE, Pristin, Weki Meki, Momoland, Oh My Girl, Lovelyz и GWSN. Girls’ Generation также признают стандартом среди гёрл-групп. В списке самых влиятельных знаменитостей в Корее по версии Forbes группа находилась в топ-5 с 2009 по 2016 год, и трижды возглавляла список (2011, 2012, 2014). Girls’ Generation также попадали в топ-5 рейтинга исполнителей года от корейского института Гэллапа, и возглавляли его три года подряд (2009—2011). Sisa Journal назвал коллектив одним из самых влиятельных в 2011 и 2012 году, а Asia Today поставил Girls’ Generation в топ-50 самых влиятельных людей Кореи в 2011 году. Кроме того, Girls’ Generation неоднократно называли «супер-брендом» Кореи и одними из лучших представителей кей-попа за последние 20 лет. Billboard также назвал коллектив лучшей корейской гёрл-группой 2010-х.
Girls’ Generation были первой гёрл-группой, имеющей 4 видеоклипа с 100 миллионами просмотров на YouTube и первой азиатской гёрл-группой с 5 подобными клипами (после достижения данной отметки «Oh!»). В 2016 году американское издание Billboard назвало кассовые сборы за концертные туры Girls’ Generation самыми высокими среди всех корейских гёрл-групп. Группа выиграла два Диска Дэсан за цифровые продажи (2009, 2011) и один Диск Дэсан за альбом (2010) на Golden Disk Awards, тем самым став первой в истории корейской гёрл-группой, которая смогла выиграть Диск Дэсан 3 года подряд, и один из них в номинации «Альбом Года». Они также выигрывали два Дэсана на Seoul Music Awards, а на церемонии Mnet Asian Music Awards в 2011 году взяли Дэсан в категории «Артист Года» и победили в номинации «Лучшая женская группа». В Книге рекордов Гиннесса за 2018 год Girls’ Generation обозначены как группа с наибольшим количеством трофеев на премии MelOn Music Awards (13).

## Реклама
Girls’ Generation наиболее часто предлагают рекламные контракты с различными брендами. Маркетологи связывают успех в рекламе с тем, что группа производит приятное впечатление на публику благодаря голосам и внешнему виду. На волне популярности «Gee» в 2009 году Girls’ Generation заработали свыше миллиона долларов на рекламе. В 2011—2012 году участницы Girls’ Generation были самыми запрашиваемыми корейскими знаменитостями для рекламы. В сотрудничестве с 10 Corso Como Seoul они также выпустили фирменный парфюм «Девушка» (англ. Girl).

## Дискография
| Студийные альбомы - Girls' Generation (2007) - Oh! (2010) - The Boys (2011) - I Got a Boy (2013) - Lion Heart (2015) - Holiday Night (2017) - Forever 1 (2022) Мини-альбомы - Gee (2009) - Tell Me Your Wish (Genie) (2009) - Hoot (2010) - Mr.Mr (2014) | Студийные альбомы: - Girls' Generation (2011) - Girls & Peace (2012) - Love & Peace (2013) |  |

## Туры и концерты
| Хедлайнеры Азиатские туры Into the New World (2009—2010) [ 178 ] 2011 Girls' Generation Asia Tour (2011—2012) [ 179 ] Girls' Generation World Tour Girls & Peace (2013—2014) [ 180 ] Girls' Generation's Phantasia (2015—2016) [ 181 ] Японские туры The First Japan Arena Tour (2011) [ 182 ] Girls & Peace: 2nd Japan Tour (2013) [ 183 ] Girls' Generation Japan 3rd Tour 2014 (2014) [ 184 ] Специальный концерт Girls' Generation «The Best Live» at Tokyo Dome (2014) [ 185 ] | - SMTown Live '08 (2008—2009) - SMTown Live '10 World Tour (2010—2011) - SMTown Live World Tour III (2012—2013) - SMTown Week (2013) - SMTown Live World Tour IV (2014—2015) - SMTown Live World Tour V (2016) - SMTown Live World Tour VI (2017) |

## Фильмография

### Фильмы
| Год  | Название          | Роль              | Примечания           |
| ---- | ----------------- | ----------------- | -------------------- |
| 2012 | «Я»               | В роли самих себя | Биографический фильм |
| 2015 | SMTown: The Stage | В роли самих себя | Биографический фильм |

### Реалити-шоу
| Год  | Название                                 | Телеканал | Примечания                                                          |
| ---- | ---------------------------------------- | --------- | ------------------------------------------------------------------- |
| 2007 | Girls' Generation Goes to School         | Mnet      | Рассказано Сумином из Super Junior; Пре-дебютный сериал             |
| 2007 | MTV Girls' Generation                    | SBS MTV   | Состоит из эпизодов в котором участвовали все участницы.            |
| 2008 | Factory Girl                             | Mnet      | [ 195 ]                                                             |
| 2009 | Girls' Generation’s Horror Movie Factory | MBC       | Юна не участвовала в шоу из за съемок в дораме «Отражения желаний». |
| 2009 | Himnaera Him!/Cheer Up!                  | MBC       | Заменена на «Фабрика фильмов ужасов» из-за низких рейтингов.        |
| 2009 | Girls' Generation’s Hello Baby           | KBS       | Часть серии Hello Baby от MBC                                       |
| 2010 | Right Now It’s Girls' Generation         | Y-Star    | Архивные кадры с 2007 по 2010 год                                   |
| 2011 | Girls' Generation Star Life Theater      | KBS2      | Реалити-шоу за группой во время выхода The Boys.                    |
| 2011 | Girls' Generation and the Dangerous Boys | JTBC      | Ведущая программа выходного дня на JTBC                             |
| 2015 | Channel Girls' Generation                | OnStyle   | Первое реалити-шоу после ухода Джессики                             |
| 2018 | Girl’s for Rest                          | V Live    |                                                                     |